# Eleven (Opus-Album)
Eleven ist das zweite Studioalbum der österreichischen Rockband Opus. Es wurde im März 1982 in Österreich und Deutschland in Schallplatten- und Kassettenform veröffentlicht.
Es war das erste Album von Opus, das eine Chartplatzierung in Österreich erreichen konnte. Eleven erreichte Anfang Juni 1982 Platz 6 in den Albumcharts (die höchste Platzierung für ein Opus-Studioalbum) und konnte diese Position in zwei weiteren Wochen einnehmen. Insgesamt verlieb es 24 Wochen in den Charts.
1988 wurde es gemeinsam mit dem Nachfolger Opusition auf CD wiederveröffentlicht.

## Entstehung
Nachdem Opus mehrere Jahre als Coverband auftrat, veröffentlichte die Band 1980 mit Produzent Peter Janda ihr erstes Studioalbum Daydreams, welches noch Affinitäten zur Klassik aufwies. Weder das Album, noch die ausgekoppelte Single My Style landeten in den österreichischen Charts, kurz darauf vierließen Gründungsmitglied und Bassist Walter Bachkönig sowie Gitarrist Hans Palier die Band. Am Bass rückte Niki Gruber nach.
1981 traf Opus auf den Produzenten Peter Müller, der sich als Produzent von Austropop-Größen wie Wolfgang Ambros und Wilfried bereits einen Namen gemacht hatte. Mit ihm nahm Opus ihr zweites Studioalbum auf. Eleven wurde am 11. November 1981 im „Bandheim“ von Opus in Judendorf-Straßengel vorgestellt und erschien schlussendlich im März 1982. Eleven ist nach Angaben von Opus die Glückszahl der Band.

## Musik
Mit Eleven entfernte sich Opus von den Klassikeinflüssen des Debüts. Die Einflüsse der 80er Rockmusik zeigen sich bereits beim Opener Opus Pocus, den Schlagzeuger Grasmuck mit elektronischer Percussion einleitet. Das zentrale Riff von Opus Pocus wird auch in Struggles for Gold und im Schlusstitel The Riddle wieder aufgegriffen. Bereits auf Daydreams wurde ein Leitmotiv in vergleichbarer Weise etabliert (Seeming Out of Reach, Not the Way und Daydreams).
Eleven ist das Studioalbum von Opus, das am häufigsten in den Setlisten der Band vertreten war. Fünf der elf Lieder des Albums (Opus Pocus, Flyin' High, Follow Me, Eleven, Keep Your Mind) finden sich auf dem Livealbum Live Is Life wieder. Beim Benefizkonzert am 29. Juni 1985 im Liebenauer Stadion wurden ebenfalls fünf Lieder des Albums (Eleven mit Maria Bill, Sunny the Hero, Keep Your Mind, Follow Me, Flyin' High gemeinsam mit Falco, der auch die Bassgitarre spielte) gespielt. Beim Abschiedskonzert am 21. Dezember 2021 in der Grazer Oper wurden vier Lieder des Albums (Eleven, Keep Your Mind, Flyin' High und Follow Me) aufgeführt. Mit dem Titelstück und Flyin' High beinhaltet das Album zwei der bekanntesten Lieder der Band. Ersteres wurde im März 1982 als erste Single ausgekoppelt und konnte Platz 12 in der Ö3-Hitparade belegen. Flyin' High schaffte es bis auf Platz 5 der Single-Charts und hielt sich insgesamt 12 Wochen in der Wertung. Im Zuge des großen Erfolgs von Life Is Live wurde Flyin' High 1985 sowohl in der Studio- als auch in einer Live-Version wiederveröffentlicht und konnte sich in den deutschen und in den schweizerischen Charts platzieren.

## Titelliste
(Die Längen der Lieder basieren auf den Angaben der LP-Veröffentlichung)
| Lied                                | Autor              | Länge |
| ----------------------------------- | ------------------ | ----- |
| Opus Pocus                          | Ewald Pfleger      | 2:47  |
| Keep Your Mind                      | Niki Gruber        | 3:17  |
| Eleven                              | Ewald Pfleger      | 3:30  |
| (Have You Seen) My Blue Suede Shoes | Kurt René Plisnier | 4:17  |
| Struggles for Gold                  | Ewald Pfleger      | 5:23  |

| Lied                         | Autor    | Länge |
| ---------------------------- | -------- | ----- |
| Flyin' High                  | Pfleger  | 4:08  |
| Follow Me                    | Gruber   | 3:47  |
| Sunny the Hero               | Plisnier | 3:00  |
| Hey Girl (to a Girl Unknown) | Plisnier | 3:28  |
| Showclown                    | Pfleger  | 3:54  |
| The Riddle                   | Pfleger  | 1:35  |